# Browse Island
Browse Island är en ö i Australien. Den ligger i delstaten Western Australia, omkring 2 100 kilometer norr om delstatshuvudstaden Perth.